# Fernando Varela (ur. 1979)
Fernando Varela Ramos (ur. 1 września 1979 w Dos Hermanas) – piłkarz hiszpański grający na pozycji prawego obrońcy lub pomocnika.

## Kariera klubowa
Varela pochodzi z Andaluzji. Karierę piłkarską rozpoczął w Realu Betis. Od 1996 roku występował w rezerwach klubu, ale 26 maja 1997 zdołał zaliczyć debiut w pierwszym zespole w Primera División, w zremisowanym 1:1 wyjazdowym spotkaniu z Valencią. Do 2000 roku nadal nie przebił się do składu pierwszego zespołu i został wówczas wypożyczony na pół roku do drugoligowej Extremadury. Latem wrócił do Betisu i w 2001 roku powrócił awansował z nim z Segunda do Primera División. Od 2001 roku zaczął występować w pierwszym składzie klubu. W sezonie 2004/2005 wywalczył z Betisem Puchar Hiszpanii, dzięki zwycięstwu 2:1 w finale nad CA Osasuna. W lidze zajął z klubem z Sewilli 4. miejsce, a jesienią 2005 wystąpił w fazie grupowej Ligi Mistrzów. Ogółem do 2006 roku rozegrał w barwach Betisu 143 spotkania, w których zdobył 3 gole.
Latem 2006 Varela przeszedł do RCD Mallorca. 27 sierpnia 2006 zaliczył swój debiut w barwach nowego zespołu, który zremisował 1:1 na wyjeździe z Recreativo Huelva. W sezonie 2006/2007 zdobył dwie bramki w Primera División, w meczach z Osasuną (3:1) i Realem Madryt (1:3). Z kolei w sezonie 2007/2008 zaliczył pięć trafień: dwa z Realem (3:4) i po jednym z Sevillą (2:1), z Realem Saragossa (2:2) i z Betisem (1:1).
W 2010 roku Varela odszedł do tureckiego klubu Kasımpaşa SK
| Sezon   | Klub           | Kraj      | Rozgrywki          | Mecze | Bramki |
| ------- | -------------- | --------- | ------------------ | ----- | ------ |
| 1996/97 | Real Betis B   | Hiszpania | Segunda División B | 19    | 1      |
| 1996/97 | Real Betis     | Hiszpania | Primera División   | 1     | 0      |
| 1997/98 | Real Betis B   | Hiszpania | Segunda División B | 30    | 6      |
| 1998/99 | Real Betis B   | Hiszpania | Segunda División B | 29    | 7      |
| 1999/00 | Real Betis B   | Hiszpania | Segunda División B | 23    | 3      |
| 1999/00 | CF Extremadura | Hiszpania | Segunda División   | 11    | 0      |
| 2000/01 | Real Betis     | Hiszpania | Segunda División   | 15    | 0      |
| 2001/02 | Real Betis     | Hiszpania | Primera División   | 25    | 1      |
| 2002/03 | Real Betis     | Hiszpania | Primera División   | 34    | 1      |
| 2003/04 | Real Betis     | Hiszpania | Primera División   | 28    | 1      |
| 2004/05 | Real Betis     | Hiszpania | Primera División   | 24    | 0      |
| 2005/06 | Real Betis     | Hiszpania | Primera División   | 29    | 1      |
| 2006/07 | RCD Mallorca   | Hiszpania | Primera División   | 31    | 2      |
| 2007/08 | RCD Mallorca   | Hiszpania | Primera División   | 36    | 5      |
| 2008/09 | RCD Mallorca   | Hiszpania | Primera División   | 35    | 2      |
| 2009/10 | RCD Mallorca   | Hiszpania | Primera División   | 4     | 0      |
| 2010/11 | Kasımpaşa SK   | Turcja    | Süper Lig          |       |        |

## Kariera reprezentacyjna
W latach 1999–2001 Varela zaliczył 10 spotkań w reprezentacji U-21. W 1999 roku z kadrą U-20 wywalczył złoty medal na młodzieżowych mistrzostwach świata.